# 단색화 열풍
단색화 열풍은 2010년대 중후반 단색화라고 새롭게 이름 불린 작품들이 국내외 미술시장에서 갑자기 매매가 늘며 단기간에 작품 가격이 급증한 현상을 가리켜 언론 매체와 대중 매체에서 붙인 이름이다. 

## 배경
2008년 이후 계속된 한국 미술시장의 침체를 타개하고자 화랑과 경매회사들이 단색화를 발굴하여 탈출구를 모색한 마케팅 전략이 기타 여건들과 맞아 떨어지면서 효과를 발휘한 것으로 읽히고 있다.